# Masahiro Nakai
Pour les articles homonymes, voir Masahiro.
Masahiro Nakai (中居 正広, Nakai Masahiro), né le 18 août 1972 à Kanagawa au Japon, est un chanteur, idole, acteur et présentateur populaire de télévision japonais.
Il est notamment membre et leader du groupe SMAP jusqu'à sa dissolution en 2016, avec lequel il débute à 15 ans sa carrière de chanteur en 1988 sous l'agence Johnny & Associates.
Il tourne en parallèle dans plusieurs films et séries drama, pour lesquels il remporte plusieurs prix d'interprétation. Il anime aussi diverses émissions pour la télévision japonaise, notamment le populaire show Utaban et Waratte iitomo!. Il est le seul à avoir coanimé au moins six fois le spectacle de fin d'année Kōhaku Uta Gassen.
C'est lui-même qui surnomme en 1993 KinKi Kids, un autre groupe de la Johnny & Associates, lors d'une émission télé.
Masahiro Nakai annonce son retrait de la vie médiatique le 23 janvier 2025, un mois après la révélation par des médias japonais de son implication dans une affaire d'agression sexuelle dans le cadre de son travail à Fuji Television.

## Filmographie
- 1993 : Private Lessons II (Rôle : Koli)
- 1994 : Shoot (Rôle : Toshi Tanaka)
- 2002 : Mohouhan (Rôle Koichi Amikawa)
- 2008 : I want to be shellfish (Rôle : Toyomatsu Shimizu)
- 2013 : ATARU The first love & the last kill (Rôle : Ataru)
- 2016 : Te wo tsunaide Kaeroyo (Rôle : Koji Soga)